# 王廷江
王廷江（1951年—），山东临沂人，汉族，中华人民共和国政治人物、第十二届全国人民代表大会山东地区代表。
毕业于临沂市职工中专企业管理专业。加入中国共产党。担任山东华盛江泉集团董事长。2008年起担任全国人大代表。2013年，担任全国人大代表。

## 生平
1951年
1992年7月28日，时任中共中央总书记江泽民到沂蒙山区考察，在临沂会见了28名老战士和劳动模范，王廷江也在其中。江泽民在与王廷江交谈时，三次竖起大拇指夸奖王廷江："不简单!""了不起!""好样的!"

## 旗下企业

### 华盛江泉集团
华盛江泉集团是沈泉庄村集体企业，下属11个子公司，其中含江泉实业等两个控股上市公司，拥有30家工业企业，18000名员工。集团占地200万平方米，总资产30亿元。主要有日用陶瓷、建筑材料、肉类制品、木材经销及其加工、进出口贸易、房地产开发和热电联产等产业，公司年产日用瓷2.2亿件、建筑陶瓷3500万平方米、肉类制品15万吨。产品销往澳大利亚、日本、香港等30多个国家和地区。2002年，集团被核准为国家级集团并当选全国500强企业。

#### 江泉肉制品有限公司
江泉肉制品有限公司是一家集饲料加工、种猪繁育、生猪屠宰、肉制品加工为一体的大型农业产业化公司，占地500亩，现有员工2200人，辖养殖场、饲料厂、肉联厂、肉制品厂和软骨素厂5家企业，拥有年出栏种猪和生猪15万头、生产饲料15万吨、屠宰生猪100万头的生产能力。生产的火腿肠、保鲜肉、低温肉制品等产品畅销国内外。公司拥有自营进出口权和出口注册号，2001年3月26日在新加坡成功上市，一次性募集资金2亿元人民币。

### *ST江泉实业
十八大后，坊间多有传言称“王廷江要完”，“*ST江泉”股吧也屡现相关谣传。随着江泉股价持续低迷，外界纷纷猜测江泉或将以出售壳资源的方式打擦边球退市。
自2014年起，江泉实业连续三年发起三次重组，但均以失败告终：
- 2014年9月，化妆品生产商唯美度欲借壳江泉实业上市。后因唯美度部分股东对承诺业绩补偿义务有异议，江泉最终于次年3月18日撤回重大资产重组材料。唯美度借壳宣告失败。[4]
- 2015年8月，在香港主板上市的一家化学品制造公司欲通过购买江泉旗下部分资产和业务，实现自身业务分拆并借壳江泉实业在内地上市，但由于交易过于复杂、交易进度缓慢而最终被迫宣布放弃。[4]
- 2015年9月，医疗设备制造商爱申科技拟通过收购的形式借壳上市，后江泉称由于“部分条款及交易细节的安排未能达成一致”决定终止重组事项。

2016年8月10日，上海证券交易所称，“*ST江泉”正在进行的重大资产重组交易可能构成重组上市（即借壳）。8月22日，“*ST江泉”在上交所举行媒体说明会，证实“*ST江泉”将“通过收购瑞福锂业100%股权，并剥离原有业务，来实现企业重生”，即相当于隐晦地承认了借壳一说。目前，该交易仍在进行之中。

## 相关事件

### 与江泽民会见
1992年7月28日，时任中共中央总书记江泽民到沂蒙山区考察，在临沂会见了28名老战士和劳动模范，王廷江也在其中。江泽民在与王廷江交谈时，三次竖起大拇指夸奖王廷江："不简单!""了不起!""好样的!"
新华社记者张荣大与人合作撰写的报道《好支书王廷江》被评为新华社社级好稿，
|  | 王廷江萌生了把自瓷厂献给村集体、自己与大伙一起共同致富的念头："党的富民政策让俺先富起来了，俺要知党情，报党恩，一人富了不算富，大家富了才算数。"镇上组织村干部和企业负责人到胶东参观，王廷江被许多村走上共同富裕路的业绩所感染。在参观返乡的路上，他向镇领导袒露了自己献厂子给村集体的想法。镇党委书记愣怔地说："廷江，党允许一部分人先富起来的政策没变，共同富裕也不是平调，你献哪份厂子啊?""党的政策是没变，但政策里不是还有先富带后富、最终共同富吗?"镇党委书记说："几百万元来之不易呀，是你的血汗钱，还是回到家商量商量再说吧。"……王廷江献厂的思想和行动深深地印在沈泉庄村乡亲们的心里，人们夸奖他，感激他。可是王廷江觉自己为乡亲们干好事，才开个头，后面的路还长着呢!不久，他站在党旗下庄严宣誓：随时准备为人民的利益献出白己的一切……江总书记的话鞭策着王廷江……"在革命战争年代，数不清的先烈牺牲在沂蒙山，光留下姓名的就有6万多。为了咱们的字天，他们连命都搭上了，俺献个厂子，为群众致富出点力又算得了啥!" |

随后，部分区县相继了开展“学习好支书王廷江”活动

### 临沂机场斗殴事件
事发三天后，国家民航总局公安局还未收到当地公安部门就此事的调查回复。民航总局公安局办公室薛主任则称之为“对航空安全的严重挑衅”。此后，“考虑到肇事者在当地的影响力，以及地方公安部门可能遭遇的阻力”，民航总局空警大队勤务处处长杜小光、政治部主任唐芙蓉于11月30日赶赴临沂，督促地方尽快处理此事。12月1日，山东省委也派出了由办公厅、政法委等有关部门负责人组成的督查组赶，督促有关方面对机场打人事件展开认真的调查。此前，临沂市政府在初步调查中将事件定性为“因验票纠纷引发的影响机场治安秩序的治安事件”。山东省督查组一位成员对新华社记者表示，他们将督促临沂有关方面展开认真细致的调查，查清事件过程，明确事件性质，认定事件责任，使事件得到依法处理。
12月2日下午，临沂警方以“扰乱公共场所秩序”为名对王文涛等7人依法实施拘留，案件调查工作“已经基本结束”。
事件中被殴打的空警张强则在接受媒体采访时提出多个疑点，包括在向机场公安人员移送打人者时，王廷江并没有被带走；机场民警与王廷江认识，并尊称其为“王书记”；原本铐在王廷江手上的手铐莫名被解下，而手铐的通用钥匙也理应保存在机场公安人员处。另有一目击乘客回忆称，张强被打过程中没有一名地面安全人员干预，一辆没有开灯的警车停在离事发地点大约200米处。
据《南方周末》报道，临沂市旅游局局长在接受采访时称，王廷江的行为是临沂旅客与山航多年积怨的结果。临沂本地报纸《齐鲁晚报》的一位记者在获悉此事后，也没有表现出太大的吃惊，并称，山东航空与临沂方面一直不睦，多有摩擦发生。临沂市有官员甚至用“沂蒙汉子”来形容王廷江的此举，他认为山航一直以来歧视临沂旅客，称“王廷江替大家出了口气”。山航集团总裁贾复文则在记者求证时情绪激动地否定了临沂官员的说法，并称“票价高也在情理之中，山航从来没有搞过垄断”。
另据知情人士透露，早在两年前，王廷江就因为机票价格与山航方面发生过冲突。当时的情形是王从广州买的回青岛的机票，但飞机在停经临沂时，王要求在临沂下飞机，被乘务人员拒绝，继而引发冲突。

### 接班人问题
2008年，在接受《齐鲁晚报》访谈时，王廷江曾放言“不会让儿子接班”，在山东民营企业家中实属鲜见。而媒体则以红领集团的继承为例，对王廷江的表态持怀疑态度。

### 土豪村
王廷江曾任书记的沈泉庄村曾被网易新闻在文章中列为“中国九大土豪村”，该文章随后引发了大量关注，并被新华网、人民网、光明网、凤凰网、新浪网等中国主流新闻媒体广泛转载。据报道，2012年该村实现销售收入332亿元，上缴综合税金18.6亿元，人均收入80000元，村集体资产达到216亿元，被称为“沂蒙第一村”。